# Неможливості мови
«Неможливості мови» — збірка віршів і поетичних перекладів українського письменника Івана Андрусяка, опублікована в 2010 році видавництвом «Ярославів вал» (Київ) у видавничій серії «Сучасна поезія».
На обкладинці використано картину художниці Марисі Рудської «Мокоші».
Назву збірки витлумачено в анотації:
«Якщо поезія — це мова, то поет — той, хто користає з усіх можливостей мови і намагається вийти поза їх межі. Саме так мислить Іван Андрусяк, нова збірка якого — попри традиційні для цього автора експерименти з формою і звукописом — вийшла несподівано світлою і прозорою».
Збірка складається з двох розділів:
— «Неможливості мови» — вірші 2008 — 2010 рр.
— «Мова неможливості» — поетичні переклади з Томаса Стернза Еліота, Едварда Естліна Каммінґса, Гарольда Пінтера, Анджея Бурси, Чеслава Мілоша, Віслави Шимборської, Міхася Скобли, Ґурама Петріашвілі, Осипа Мандельштама, Бориса Пастернака, Григорія Сковороди, Стефана Яворського.

## Відгуки критики
Ольга Купріян:
|  | Насправді-бо український поет далеко не перший, хто заговорив про „неможливості мови“. Ще на початку минулого століття польські модерністи несподівано для себе виявили, що мова, хоч як досконало нею володієш, неспроможна адекватно виразити те все, що відчуває сучасна людина. Однак на відміну від поетів „Молодої Польщі“, І. Андрусяк рідко втікає у складні для сприйняття метафорику й синтаксис, а радше навпаки: услід за Т. С. Еліотом, тексти якого не перший рік перекладає Андрусяк, Іван вдається то до дитячого мовлення, то до звуконаслідування (отак і в Еліота „неспроможна“ мова що далі, то більше переходить чи у пташине цвірінькання в „Яловій землі“, чи у „схлип“ у „Порожніх людях“). Із двох можливих у ситуації вербальної неспроможності виходів – мовчання й крику – американець обрав для своїх „порожніх людей“ перший, тоді як автор „Неможливостей мови“ шукає і, схоже, таки віднаходить власний, третій, шлях – побожний шепіт „затверділого“ й водночас „ніжного“ вірша, заледве не молитви, що врешті переходить ув інтимну церемонію мовчання разом із близькою людиною: „ну ж бо / скажи, що піймав / Катрусю / ну ж бо / …не кажи“. |

## Видання
- Іван Андрусяк, Неможливості мови: вірші й переклади — К.: Ярославів вал, 2010.